# Nicolas Frey
Nicolas Sébastien Frey (Thonon-les-Bains, 6 de março de 1984) é um ex-futebolista francês que atuava como Lateral-Direito. 
Ele é irmão do goleiro Sébastien Frey.